# 吉弘統幸
吉弘 統幸（永祿6年（1563年） - 慶長5年9月13日（1600年10月19日））大友氏的家臣，幼名松市太郎，最初的名諱是統運，天正11年（1583年）改為統幸。通稱加(嘉)兵衛、左近入道，官稱左近大夫、中務少輔。豐後國東郡屋山城城主吉弘鎮信之子，妻為志賀親守之女・長子，弟為吉弘茂吉、吉弘統貞、有子吉弘政宣、吉弘正久，叔父為吉弘鎮理，堂弟為立花宗茂、高橋統增。

## 大友家最後的忠勇烈將

### 出自
吉弘氏之始祖為豐後大友田原氏的庶流，田原氏第三代直貞(正曇)之嫡子第四代貞廣之弟・直貞之次男又三郎正堅為吉弘氏初代，法名稱為正賢。吉弘正堅於豐後國東郡武藏鄉武藏川支流吉廣川上流的吉廣村丘陵建築「吉廣城」而稱吉弘氏。並且正堅創建吉弘一族的普提寺「永泰寺」以及「樂庭八幡宮」，以及為其進行奉納的「吉弘樂」之祭神文化。
約於吉弘氏第七代親信、第八代氏直的時候，移動到都甲莊松行(現豐後高田市東部)一地，築起屋山城為主城並生活於筧城館。吉弘石見守親信於天文元年(1532年)對抗大內義隆的多多良濱之戰、筑前爭奪戰中戰死於博多。天文3年(1534年)4月，吉弘石見守氏直做為大友軍總大將率2千8百餘騎對抗大內義隆部下杉長門守、陶晴賢3千騎，亦戰死在豐後勢場原(現速見郡山香町大牟禮山)之戰。
統幸之祖父・第九代吉弘鑑理，對抗毛利氏、龍造寺氏等勢力數戰有功，被評價「智勇兼備且才德勇猛」，擔任大友宗麟的加判眾，與吉岡長增、臼杵鑑速、立花道雪在軍事、政治、外交等層面共同為大友家的發展做出重要貢獻，名列「豐後三老」之一，於元龜2年左右病逝。統幸之父第十代吉弘鎮信亦做為宗麟的側近重臣，與父親鑑理共同轉戰各地，也活躍於對抗毛利氏、龍造寺氏、島津氏等的戰鬥中數次立功，並且負責經營博多商圈，與豪商島井宗室的交流也發揮了財政、外交手腕。最終戰死於耳川之戰。

### 臨危受命
元龜元年(1571年)，其祖父鑑理向大友宗麟請願，讓統幸享有國眾的待遇來進行對大友家的奉公。天正4年(1576年)元服取名統運。
天正6年(1578年)父親鎮信於耳川之戰陣亡後繼承了家督，之後為了挽回勢力衰退的大友家而盡忠。統幸其人長身肥大、臂力拔群，最為擅長槍術。
天正7年(1579年)初陣，擔任大友義統、大友親家的後見役，義統察覺到家臣中的田原氏宗家因不滿領地分配可能反叛，寫信給統幸建議加強屋山城的城防，於是在統幸的修築下，屋山城的規模足以與豐後山野城匹敵。天正8年(1580年)田原親貫果然反叛，統幸參加攻略親貫的居城・鞍懸城非常活躍，之後連年參與討伐豐前的反大友勢力，於天正10年(1582年)擊退了下毛郡的惡黨。天正11年(1583年)改名統幸。
天正14年(1586年)12月12日，於戶次川之戰，統幸當時率3百餘騎佈陣在大分川左岸北側的祇園河原，做為殿軍援助戰敗撤退往府內城的長宗我部元親軍及仙石秀久軍，並讓大友義統移動至高崎山城，統幸面對乘勝追擊而來的島津家久軍攻勢，將部隊分為第一陣鐵砲、第二陣弓隊、第三陣長槍迎擊，迫使島津軍中斷渡河追擊，島津軍觀察到統幸所率部隊軍陣嚴謹，認為不好對付而進行警戒，於是往後撤退進守岡山砦。此祇園河原之戰令島津軍延後一日侵攻府內，並讓長宗我部元親及仙石秀久得以收拾軍勢撤退歸國，而大友義統又更加北上逃往豐前龍王城。

### 無雙的使槍者
文祿元年(1592年)，大友家參加豐臣秀吉所發動的朝鮮戰役文祿之役。文祿2年(1593年)平壤之戰時大友軍接獲明軍來襲之際，統幸反對主君大友義統撤退而進言應該幫助小西行長但不被採納，於是翌年大友家遭受改易，義統被幽禁在周防山口。
黑田孝高素知統幸為武勇忠義之武將，因此統幸一時之間接受了黑田家的庇護成為食客，而統幸早先與黑田二十四將兼黑田八虎、黑田三老之一的井上之房因為在朝鮮作戰時同為第三號大隊附屬將領之故一同奮戰而成為好友。
因曾於文祿之役當中奪取明將李如松的軍旗立下殊功，受到了豐臣秀吉褒讚為"無雙的使槍者"並特許其拜領双朱槍。至德川家康開創江戶幕府時期，武家子孫特許能夠使用朱槍的，僅有其家臣長坂信政、伊賀倉氏、以及吉弘家3家子孫而已。
文祿5年(1596年)，統幸前往筑後柳川改仕堂弟立花宗茂，受領2千石俸祿並配有10挺鐵砲，並出陣慶長之役與立花家臣矢島重成同為立花四號隊的大將，參與固城守備以及諸多立花家於朝鮮的戰事｡

### 石垣原之戰
朝鮮戰役結束後，慶長5年(1600年)關原之戰戰前，統幸接到大友義統之子大友義乘仕於德川秀忠的消息，因此想單獨一人前往江戶繼續為大友家盡忠，堂弟宗茂受其忠義感動，於是同意其離開立花家，並贈予旅費、刀及馬匹，統幸留下一把皆朱槍給子嗣吉弘政宣，自己只持著一把皆朱槍朝關東出發。
在統幸出發前，毛利輝元勸誘大友義統，承諾將替大友家回復舊領並提供軍事物資，因而使義統前往大坂獲得豐臣秀賴的改易赦免及舊領安堵之朱印認可書狀而加入西軍，事後義統寫了書信至柳川希望統幸能來大坂見他(但未提及加入西軍一事只是單純的要求會見)。
統幸原本打算離開柳川於大坂會見義統後至江戶跟隨義乘，但當統幸到大坂才從義統口中知道將加入西軍，統幸強烈進言不可加入有惡評的石田三成之西軍而要前往江戶跟隨義乘，但義統卻回說已經接受毛利家的軍資不可回絕，一時無法接受的統幸還是想前往關東支持義乘而離開義統，但當晚統幸於夜宿的旅館重新考慮了整晚，最終放棄了至江戶跟隨少主義乘，而決定幫助義統再興大友家，從兵庫乘船回到了豐後於9月9日到達別府濱。
一方，黑田孝高為了其野心招集了浪人為兵力，也勸誘大友義統加入東軍，但是義統執意於接受了毛利家的幫助而不做回應。
而在九州改仕中川秀成的大友舊臣如田原親賢、宗像鎮續聽聞舊主即將要回復舊領也招集了9百兵力會合義統和統幸。
9月9日，黑田軍將招集的3千兵力分七陣從中津城的東方之犬丸原開始南下，10日勸降了豐後高田城代竹中重義，隨後包圍了垣見一直的富來城並牽制熊谷直盛的安歧城。
大友軍此時為了奪回舊領豐後將陸續招集的2千兵力佈陣於立石村，面向石垣原背後則有深谷，在如此背水之陣下以統幸為右翼，紹忍、鎮續為左翼成鶴翼之陣，10日以鎮續率岐部玄達・吉弘七左右衛門・鐵炮頭柴田統生等雜兵100人為先鋒，夜襲細川忠興家臣松井康之、有吉立行鎮守的木付城(杵築城)，康之為防本為大友領地的領民反叛而早先將之捕為人質置於城中，而大友軍陸續攻入三之丸、於二之丸得到野原太郎右衛門為内應救出人質，接著即將攻破本丸之際卻遭到強烈反擊，且傳聞黑田孝高的先鋒井上之房率軍來援，原本守於立石本陣的統幸為防被包夾因而接應鎮續隊撤退。此戰中，朱湯院長泉寺、圓通山觀音禪寺及太平山寶泉寺遭到燒毀。11日黑田軍解除對富來城及安歧城的包圍，3千騎到達石垣原佈陣於實相寺山西二町的角殿山，13日松井康之、有吉立行2百騎及宇佐一帶的援軍時枝鎮繼2百騎於鐵輪一帶集結後也佈陣於實相寺山，一方，新降於黑田軍的豐後高田之竹中伊豆、不破彥左衛門率2百騎也加入黑田軍，兩軍之間隔了五町距離。
12日晚間，統幸觀察了敵軍1萬兵力的陣勢後，認為2千兵力的自軍難以取勝，暗自抱著為主戰死的決心。
13日，被稱為「九州的關原之戰」之石垣原之戰正式開打，時枝軍下山攻擊大友軍，統幸率鐵砲隊回擊時枝軍，同時松井、有吉兩隊也下山突擊大友軍，統幸則早已安排三段伏兵，偽退引誘黑田軍母里與三兵衛7百騎和時枝軍追擊，再以鐵砲隊回擊並令埋伏左方之宗像鎮續、右方之都甲兵部包圍，沒有給對方反擊之餘裕，以此釣野伏戰術令母里、時枝軍大敗撤退，統幸手執皆朱槍驍勇善戰，於此戰討取母里勢20數個首級，而統幸見到後援而來的敵軍也迅速撤退整隊。
此日兩軍交戰七次持續了六小時極為熾烈，二陣、三陣接連出擊的黑田軍將宗像鎮續隊殲滅，午後六時，大友方宗像鎮續陣亡，黑田方大將曾我部五郎右衛門、久野次左衛門與久野家臣之卑田九藏、山本勝藏、下田作右衛門、久保庄助、麻田甚內等也都先後戰亡。
此時統幸遇到了舊友井上之房率三百騎來包圍，統幸則於馬上揮舞著皆朱槍殺入敵陣，並持槍單挑討取了黑田方之小田九郎左衛門，但相對於大友義統一直於本陣不動，黑田孝高則是率軍提高了士氣令本佔上風的大友軍戰況轉為劣勢，統幸孤軍奮戰，身受多處刀傷槍傷仍討殺7~80名下級武士及23名戴甲武將，之後退於石垣原高台並站在一處大石上，此時井上之房前來，兩人遂進行一騎討，據傳此時統幸故意放水，讓井上擊敗自己以取得武勇軍功。
大友軍從統幸戰死後統率開始大亂，竹田津統直、都甲兵部等大將相繼戰死，黑田方則有九野治右衛門、曾我又右衛門以下3百70餘人犧牲，大友軍戰敗。之後在田原親賢陪同下，以及母里友信(因其妻是大友宗麟之女)斡旋下，大友義統向黑田家投降。
統幸的首級則由黑田的武將小栗治左衛門送往孝高面前進行實首檢，孝高找來石垣村的臨濟宗寶泉寺之東嶽和尚將其葬在石垣村與鶴見村邊境的檻木旁供養，並贈諡號為「統雲院殿傑勝運英大居士」。

## 人物逸聞

### 為人與身世
吉弘加兵衛，昔日人們皆稱其重情，且達到武士道的精隨，是位有將器之人。《豐後陣聞書》
如吉弘統幸這般真正的義士，自古至今皆稀有也。《黑田家譜》
黑田孝高聽聞統幸已經不考慮主家是否存亡，為了信義將為義統奮戰至死而感嘆:「他可真是有能啊，吉弘加兵衛呦....」
根據《群雄的時代·大友宗麟》（遠流出版社出版）的說法，由於統幸之父吉弘鎮信於筑前治理博多有功，大友宗麟將自己的一個已懷孕的妾室贈與鎮信，后來生下一子即為統幸，算是大友宗麟的第十二子。 
吉弘家自始祖正堅以來篤信佛教，代代有子孫、當主兼任豐後國東郡當地的宗教領袖六鄉山權現別当・執行之職，因此是名門武家亦是僧侶，至戰國時期的鑑理、鎮信、統幸父祖三代亦是如此。

### 石垣原的義戰
吉弘統幸出發往關東前，大友義統寫了書信至柳川希望統幸能來大坂見他(但未提及加入西軍一事只是單純的要求會見)。
立花宗茂接到信後便對統幸說:「幼君義乘仕於江戶的秀忠，要是戰起來可以說是血親相殘，可以的話希望盡量避免，但是堂兄原本便是仕於大友家，我也沒有立場和理由留你。」
因此統幸原本打算離開柳川於大坂會見義統後至江戶跟隨義乘，但當統幸到大坂才從義統口中得知將加入西軍，統幸強烈進言不可加入有惡評的石田三成之西軍而要前往江戶跟隨義乘，並說道：「依臣所見，主公您的決定將是滅亡之兆呀!當今諸侯中論實力無人能與德川家康比擬，正所謂良禽擇木而棲，我們應該跟隨德川家!而豐臣家對我們大友家而言已經沒有恩惠，當初沒收我們的領地，領民都對豐臣家感到怨恨，如今還有什麼理由跟隨豐臣家呢?」
但義統卻認為已經接受毛利家的軍資不可回絕，還說道:「雖然太閤秀吉殿下沒收我大友家領地，但如今其子秀賴答應只要我加入西軍就願意赦免讓我回復豐後的領地和地位，如此不正是所謂以德報怨嗎?我已下定決心，不用再說了!」
一時無法接受的統幸還是想前往關東支持義乘而與義統訣別，但當晚統幸於夜宿的旅館重新考慮了整晚:「若是捨棄主君跟從少主，就算取得功名，又會被世間之人如何評價呢。若被認為是為了自己的利益而捨棄君主，那可真是末代的恥辱。此戰東軍將獲得最終的勝利那是再明顯不過的，但若因此而不跟從主君至最後那正是所謂的不忠吧。既然那是自己遵崇的主君，就應該一起赴湯蹈火至死地，留美名於世。」於是最終放棄了至江戶跟隨少主義乘，而決定幫助義統再興大友家，從兵庫乘船回到了豐後。
9月12日晚間，統幸觀察了敵對的黑田等聯軍陣勢後，抱著戰死的覺悟向義統說了:「臣累代受大友家之恩惠，只能以死來報答，縱使此戰我軍有運氣能營造有利之勢，最終也難以取勝，臣此次奮戰於敵陣可能無法歸來，然而現下還能拜見尊嚴並留下名聲已無遺憾。」並和宗像鎮續進言:「希望明日之戰，主君能親上前線振奮士氣。」後拭淚帶著30餘名部下回自身陣營，與長年家臣之竹田津統直、清田民部丞、大神監物、室理清左衛門等飲下訣別之酒，並在月色詠照之下吟了辭世句:
明日は誰が草むす屍や照らすらん 石垣原の今日の月影
明日不知又是誰，草蓆裹屍石垣原，沐浴著同今日一樣的月光
13日於激戰中，統幸遇到了舊友井上之房率三百騎來包圍，統幸則於馬上揮舞著皆朱槍殺入敵陣，並持槍單挑討取了黑田方之小田九郎左衛門，但相對於大友義統一直於本陣不動，黑田孝高則是率軍提高了士氣令本佔上風的大友軍戰況轉為劣勢，統幸孤軍奮戰，即使身受多處刀傷槍傷仍討殺7~80名下級武士及23名戴甲武將，後退於石垣原高台並站在一處大石上《豐州亂記》記載:
吉弘是ヲ見テ石上ニ立揚リ、又長刀ヲ振リ回ラシテ井上目掛テ突テカカリ、散々
切立、前後左右ヲ切立テ追廻ラシ、向フ敵モ無キガ如クニ働ヌレド、周身諸處ニ疵
ヲ負ヒ、サスガニ猛キ勇将ナレド、身心共ニ疲レ果テ、一段高キ處ニ跳リ上リテ、
大音揚テ吉弘統幸此ニ在リ、我ガ首取テ功ニセヨト、腹十文字ニ掻切テゾ死シタリ
ケル」
此時之房說道:「吉弘加兵衛殿，還記得我井上九郎右衛門這位朋友嗎?雖然過去一起經歷了許多苦難，但我們是武士，忘記所有的恩情，來場決鬥吧!」
對此統幸早已有討死之覺悟，回應說:「我還記得，那麼就如你所願，他人可不要插手!」統幸手持從秀吉處拜領的皆朱槍上前，兩人遂單挑，激鬥當中統幸原有一槍能貫穿之房胸膛，但統幸卻放水，之房順勢反轉一槍刺中統幸腹部，此時統幸站於高處上大喊"吉弘統幸在此，想奪取我首級的便來吧!"隨後拔起腰間脇差以十字式切腹自盡....對此之房感嘆的說:「加兵衛殿!你!竟然放水讓我立功啊...」取下統幸首級並兩手合十唸起了佛經....而統幸的部下見其戰死全員殺入敵陣中，最後，將士八十三名，足輕一百九十三名血染石垣原，而統幸戰死的地方被稱為"七石激戰地"
由於井上之房雖然是黑田家重臣中的重臣之一，但其軍功多為指揮軍隊，沒有擊殺敵將的戰功，因此有時甚至受到譏諷，統幸過往在黑田家中知道了此事，於是在此次認為必敗的戰鬥中，決定讓昔日好友的之房擊殺自己來立功證明。
孝高在進行實首檢時說了:「這的確是吉弘加兵衛沒錯，是有大友家血緣之忠節無雙的武將呀!得找個好的場所慎重的埋葬。」

### 吉名川悲話
傳聞統幸之首級在實首檢之後，被曝曬於石垣原的獄門台，而聽聞統幸戰死的吉弘家菩提寺‧金宗院的住職為了弔統幸之靈而秘密的將其首級從石垣原取走，見到首級受到曝曬風吹等已經變的不堪入目，住職流著眼淚背負著首級，越過鹿鳴一帶的田佃往統幸之故鄉長岩屋，並在長岩屋川中清洗統幸的首級，突然，統幸的眼睛睜開，並說了「ああ！住職よしな(吉名，可能是豐後方言)=やめなさい」(啊啊! 住職可以了，請不要洗了)住職驚嚇之餘趕緊將其首級帶回金宗院供養，往後長岩屋川因此事件而被改名為吉名川。

### 吉弘神社與下馬之松
日本明治時代，統幸之墓一直以來只有仕於細川家的次男吉弘正久在檻木旁所立的墓石碑與石造的社殿，被近鄰的鄉民稱為「御塔樣」而參拜不絕，到了大正年代，吉弘氏的後裔與當地住民則以統幸之墓營造了拜殿而建立了吉弘神社，而神社旁有棵大松樹，因為神社前即為交通要道之豐前街道，不少人馬皆會往來經過，但傳聞經過這松樹而不下馬將會遭到災難，就連別國的城主、大將也不得不在此處下馬，久而久之，此松樹便被稱為「下馬之松」，另外，傳聞不管是如何難癒之病，參拜了吉弘神社後皆痊癒，因此更加有人民絡繹不絕的前往參拜。

### 統幸之妻
石垣原之戰後，至翌年慶長6年(1601年)，黑田孝高持續進行豐後國東半島的平定。當黑田軍要通過都甲地區時，發現統幸昔日的居城屋山城中，統幸之妻・志賀長子率領著一眾吉弘家舊臣沒有打算投降，依然處於臨戰狀態。在黑田軍的大舉進攻下，雖然統幸之妻以必死的決心應戰，但畢竟兵力相差懸殊，屋山城終究被攻陷。據傳聞統幸之妻等人遭受處刑，但從吉弘家文書中可以確認立花宗茂寫給統幸之子政宣以及統幸之妻的文書，至少在慶長15年(1610年)以後還存活，而黑田家雖然的確平定了國東半島，但並無屋山城相關的文書，推測早在大友家遭到改易而吉弘統幸離開屋山城後，就一直處於空城的狀態。

### 室理清左衛門
室理清左衛門為統幸的忠臣，伴隨其參加石垣原之戰。統幸戰死後，回到了吉弘氏發源地的國東市武藏町吉廣，據傳這是統幸吩咐室理清左衛門要活著將之後大友氏的結局告訴死後的自己。戰爭結束一年後，室理清左衛門來到建於別府一地的統幸墓碑前履行承諾告知大友氏的結局，接著切腹殉死。現今該地在細川氏以及統幸的次男吉弘正久的支持下建立吉弘神社，當中室理清左衛門的墓碑也安置在統幸之墓旁
。

### 祖傳靈劍
統幸的祖先吉弘氏輔擁有一把名刀，被俗稱為「活著的劍」。傳聞患有瘧疾的人取用一片包覆此刀的秸稈葉片加水飲用便能痊癒。亦有盜賊潛入吉弘家中，瞧見此刀而感到害怕，沒有偷去任何物品便逃走。也曾有商人偷走吉弘家的釜後乘舟卻怎麼也無法行舟移動，越焦急越是傾覆，於是捨棄釜後逃走。又若是手不潔淨之下碰觸此刀，便會突然發熱而死。因此此刀被視為活著的劍，亦稱靈劍。
此刀劍長三尺八寸，刻有「八幡御覽此太刀人不敢取」以，每年新稻作成秸稈捲覆刀刃，並於12月25日招來神官作法除穢。
後來傳聞為了試其鋒利，氏輔離開豐後一邊遊歷諸國一邊進行千人斬，於應長元年（1311年)12月到達京都，於下雪之夜在五條橋完成了千人斬，但天亮後發現是孕婦而認為污穢了此刀，於是中途回國後，重新再進行一次千人斬。元應年間(1319~1321年)又再次到了京都五條橋，此時又是到999人，當第1千人出現在橋上，卻是賀茂神官，還跟隨一群僕從，氏輔仍然拔刀相向，但也受到對方包圍，於是縱身躍入水中，神官追來之際，在水中被氏輔斬殺。氏輔將刀沉入川中，於下游無人處上岸，並於兩天兩夜之間就到了九州博多，假裝是演藝人員來避人耳目，由於五條橋的事件，全國都在搜查犯人，當氏輔被盤問之時，從他到達博多的日子被認為不可能行兇因此沒有受到懷疑及逮捕。不久博多海邊傳出每晚都有怪異的光芒射向天際，被認為是大蛇作亂，連漁夫都不敢出海，氏輔於是乘舟前去一探究竟，竟意外發現那是自己沉入五條橋下的刀，打撈起來後用秸稈包覆帶回豐後，並將此刀取名「蛇丸」。氏輔後來遭到主君大友貞宗忌憚其豪勇，遭其暗殺，但大友家之後開始出現各種不祥事件，認為是氏輔之靈作怪，因此在豐後大野郡藤北建立一廟堂祭祀氏輔，留存至今被稱為「吉弘天神」。
之後又傳聞其子孫的統幸繼承了代代相傳的靈劍蛇丸，並在前往由布岳參拜九社權現時，遇到一位僧人相談甚歡甚至一起過夜。當夜統幸入眠之際，僧人卻突然飛跳過來加害統幸，危急之際，蛇丸自動脫鞘斬殺僧人，天亮後發現竟是一隻大蜘蛛身首異處，於是此刀又改稱「蜘蛛丸」。然而此事被認為是源賴光的寶刀蜘蛛切丸傳說的穿鑿附會。
此刀傳到統幸之子政宣後，有次政宣將它獻給柳川藩二代藩主立花忠茂，忠茂當下沒有受取，而是在翌日穿著禮服隆重的接受這把靈劍，並將之安放在柳川城中。但是當夜城中卻發出怪異令人不安的光，於是忠茂又將此刀返還給政宣，此後一直密藏於吉弘家中直至今日。此刀悽氣逼人，進行打磨也不著痕跡，經過七百餘年刀刃只稍稍黯淡不見鏽跡，被認為是精心打造的作品。僅刀尖一尺餘的地方稍有凹損，證明斬人不少。後來柳川藩有許多儒士以此刀作詩
。

## 戲劇
軍師官兵衛 - (NHK大河劇 2014)、演：的場浩司